# روبينا نبانجا
روبينا نبانجا (مواليد 17 ديسمبر 1969) هي سياسية أوغندية تشغل منصب رئيسة الوزراء منذ 8 يونيو 2021.